# 마시로 마미
마시로 마미(일본어: 茉城 まみ, 1999년 7월 20일~)는 일본의 AV여배우이다.
2024년 4월 발매 '아사히 예능' 발표 '2024 현역 AV 여배우 섹시 총선거'에서 종합 41위를 기록했다.